# Питкернская камышовка
Питкернская камышовка (лат. Acrocephalus vaughani) — вид певчих птиц из семейства камышовковых (Acrocephalidae), подвидов не выделяют. Эндемик острова Питкэрн.

## Описание
Питкернская камышовка — крупная камышовка с относительно коротким клювом, бледной полосой над глазом и тёмной полосой на глазу. Длина около 17 см, масса самца 27 г, самки 22 г. Щёки оливковые с более светлыми кончиками, затылок и верх тёмно-оливково-коричневые, на туловище широкие кончики кремового цвета, верхние кроющие перья хвоста желтовато-серые. Покровы крыльев преимущественно белые, контрольные наружные перья желтоватые. Горло и низ жёлтые, бока немного кремового цвета, подхвостье от беловатого до кремового цвета с тёмными пятнами. Радужка тёмная, надклювье тёмно-коричневое, подклювье от бледно-голубоватого до розового, ноги серые. Половой диморфизм отсутствует. Птенцы более коричневые сверху и корицы снизу.

## Биология
Вид относится к оседлым птицам. Пища состоит из насекомых, которых ищут на деревьях и кустах, реже на земле. Сезон размножения в основном длится с августа по январь. Гнездо состоит из травинок и банановых волокон, имеет глубину 5-6 см и диаметр 8–10 см и свивается на дереве на высоте 0,5–12 м. Кладка обычно состоит из 2 яиц, которые вылупляются в течение 14 дней. Птенцов кормят оба родителя.

## Распространение
Это эндемик острова Питкэрн в южной части Тихого океана. Местно известный как «воробей» (настоящие воробьи не встречаются на Питкэрне), он часто встречался по всему острову, где это единственная наземная птица.

## Охранный статус
Ранее Международный союз охраны природы классифицировал природоохранный статус вида как «уязвимый» из-за небольшого ареала. Более позднее исследование показало, что вид встречается реже, чем предполагалось. В 2008 году вид был переведен в список «находящихся под угрозой исчезновения».